# Tea Rambler
'Tea Rambler' est un cultivar de rosier grimpant obtenu en 1902 par le rosiériste anglais George Paul. Il est issu de 'Crimson Rambler' et d'un rosier thé non nommé. Il a toujours du succès dans les catalogues internationaux grâce à sa floribondité abondante.

## Description
Ce grand rosier, qui atteint 3 à 4 mètres de hauteur et parfois plus dans des conditions optimales, présente de grosses fleurs doubles (17-25 pétales) rose porcelaine en grappes. Elles sont très légèrement parfumées. La floraison non remontante a lieu à la fin du printemps ou au début de l'été. Elle est très généreuse. La fleur est très gracieuse, surtout lorsqu'elle vient d'être ouverte alors qu'elle est encore légèrement turbinée. Dans cette phase, la couleur est plus soutenue et les nuances cuivrées à la base de la corolle sont plus évidentes. Au fur et à mesure de la floraison, la couleur s'estompe vers un rose bonbon argenté et un blanc nacré. Les rameaux sont peu épineux.
Il supporte la mi-ombre, mais fleurit mieux dans un endroit ensoleillé. Il est rustique et résiste jusqu'à -15°/-20° l'hiver. Il est parfait pour recouvrir de vieux arbres, des palissades ou des pergolas.
On peut l'admirer à la roseraie du Val-de-Marne de L'Haÿ-les-Roses ou à l'Europa-Rosarium de Sangerhausen.